# Ситне (Звягельський район)
Си́тне — село в Україні, у Ємільчинській селищній територіальній громаді Звягельського району Житомирської області. Населення становить 122 осіб (2001).

## Географія
Село розташоване серед лісу. На північній околиці села бере свій початок річка Криваль, а на південно-західній — Вільхівка. На південній околиці села є велика водойма.
Село межує на північному сході з Березниками, на південному сході з Адомове та Курчицькою Гутою, на південному заході з смт Городницею. на північному заході з Дубниками.

## Історія
У 1906 році — німецька колонія Геральдівка Городницької волості Новоград-Волинського повіту Волинської губернії Відстань від повітового міста 40 верст, від волості 10 . Дворів 103, мешканців 588.
У 1927—54 роках — адміністративний центр колишньої Ситнівської (Геральдівської) сільської ради Городницького району.